# ヘラクレス (有価証券市場)
ニッポン・ニュー・マーケット・ヘラクレス（Nippon New Market Hercules）（略称はヘラクレス、HC）は、かつて大阪証券取引所が開設していた新興企業向けの市場。
2010年10月12日、運営するヘラクレスと、新興企業向け市場の旧ジャスダックとNEOを市場統合し「新ジャスダック」とした。

## 歴史
1999年6月15日、アメリカのNASDAQ（ナスダック）を運営するナスダック・ストック・マーケット（現NASDAQ・OMXグループ）とソフトバンク（孫正義社長）が折半出資により、ナスダック・ジャパン・プランニング株式会社の設立を発表した（後にナスダック・ジャパン株式会社に改称）。2000年5月8日、「ナスダック・ジャパン」の名称で、大阪証券取引所に新興企業向けの市場として開設され、同年6月19日から売買が開始された。略称はナス、ナスダックJとされることが多かった。
開設当初は、アメリカやヨーロッパの市場を接続することでの24時間取引、また外国株式を日本語で情報開示することや円貨建てでの売買なども考案されていた。しかし、システム上や証券取引法の問題などで計画は進まず、また新規上場企業が見込みより大幅に少なく経営環境が悪化し、多額の累積赤字を発生させたことから、NASDAQ側の意向で2002年8月16日にナスダック・ジャパン株式会社は取締役会で営業停止を決議。同年10月15日をもって、大証との業務提携を解消した。
NASDAQの撤退により、その後は大阪証券取引所が独自に運営することになり、市場名を公募することになった。その結果、452件の応募の中から「ニッポン・ニュー・マーケット-ヘラクレス」が正式名称に選ばれた。2002年12月16日より改称され、大証単独での運営となっている。
2003年4月に大阪証券取引所の新市場部制度を廃止し、新市場部銘柄をヘラクレスのグロースへ承継する。同年7月にヘラクレス指数の算出を開始した。同年10月にはヘラクレス指数の前場終了後の算出・公表を開始している。2006年1月、新売買システム(ヘラクレス内国株券)が稼動し、同年2月、新売買システム(全商品)が稼動した。
2010年10月12日、運営するヘラクレス、NEOと、新興企業向け市場のジャスダックを統合し「新ジャスダック」とした。

## 上場審査
上場審査基準は、一定の資産や売上実績のある企業を想定した「スタンダード」（第1～3号）と、今後の成長性が見込めるベンチャー企業を想定した「グロース」に分かれていた。この体裁は統合とのジャスダックにも踏襲されており、所属カテゴリーもそれぞれに系譜されている。
2004年4月1日には、大阪証券取引所自らがヘラクレスに上場を果たした（証券コード：8697）。
2005年は年間約13億株、約9兆7千億円の売買が行われている。

## 旧ヘラクレス上場企業

### 2000年上場
| 社名                                                        | コード | 基準         | 業種             | 上場日         | 注釈                   |
| ----------------------------------------------------------- | ------ | ------------ | ---------------- | -------------- | ---------------------- |
| クリーク・アンド・リバー社                                  | 4763   | スタンダード | 情報・通信業     | 2000年6月19日  |                        |
| デジタルデザイン                                            | 4764   | グロース     | 情報・通信業     | 2000年6月19日  |                        |
| VTホールディングス                                          | 7593   | スタンダード | 小売業           | 2000年6月19日  |                        |
| モーニングスター                                            | 4765   | スタンダード | 情報・通信業     | 2000年6月23日  |                        |
| エフアンドエム                                              | 4771   | スタンダード | 情報・通信業     | 2000年7月21日  |                        |
| デジタルアドベンチャー                                      | 4772   | グロース     | 情報・通信業     | 2000年7月27日  |                        |
| ベクター                                                    | 2656   | グロース     | 小売業           | 2000年8月11日  |                        |
| ガーラ                                                      | 4777   | グロース     | 情報・通信業     | 2000年8月22日  |                        |
| エネサーブ                                                  | 6519   | スタンダード | 電気機器業       | 2000年8月24日  |                        |
| GMOアドパートナーズ                                         | 4784   | グロース     | 情報・通信業     | 2000年9月5日   |                        |
| 近鉄エクスプレス                                            | 9375   | スタンダード | 倉庫・運輸関連業 | 2000年9月12日  | 2004年9月24日上場廃止1 |
| エス・イー・ラボ                                            | 4789   | スタンダード | 情報・通信業     | 2000年9月19日  |                        |
| イメージワン                                                | 2667   | スタンダード | 卸売業           | 2000年9月22日  |                        |
| TFPコンサルティンググループ                                 | 4792   | スタンダード | 情報・通信業     | 2000年10月6日  |                        |
| トーシン                                                    | 9444   | スタンダード | 情報・通信業     | 2000年10月11日 |                        |
| オリコン                                                    | 4800   | スタンダード | 情報・通信業     | 2000年11月6日  |                        |
| ネクストウェア                                              | 4814   | スタンダード | 情報・通信業     | 2000年12月1日  |                        |
| ハドソン                                                    | 4822   | スタンダード | 情報・通信業     | 2000年12月20日 |                        |
| ウェザーニューズ                                            | 4825   | スタンダード | 情報・通信業     | 2000年12月25日 | 2003年8月8日上場廃止2  |
| Notes 1）2）申請による上場廃止で、ともに現在は東証1部上場。 |        |              |                  |                |                        |

### 2001年上場
| 社名 | コード | 基準         | 業種                 | 上場日         | 注釈                    |
| --- | ------ | ------------ | -------------------- | -------------- | ----------------------- |
| メック | 4971   | スタンダード | 化学業               | 2001年1月30日  | 2009年9月18日上場廃止1  |
| (株)クリード | 8888   | スタンダード | 不動産業             | 2001年2月13日  | 2005年7月8日上場廃止1   |
| 日本エンタープライズ | 4829   | スタンダード | 情報・通信業         | 2001年2月16日  | 2007年9月14日上場廃止1  |
| プレシジョン・システム・サイエンス | 7707   | グロース     | 精密機器業           | 2001年2月28日  |                         |
| (株)オープンループ | 4831   | スタンダード | 情報・通信業         | 2001年3月2日   | 2009年8月18日上場廃止4  |
| アパマンショップホールディングス | 8889   | スタンダード | 不動産業             | 2001年3月15日  |                         |
| ぱど | 4833   | グロース     | 情報・通信業         | 2001年3月22日  |                         |
| フォトニクス | 7708   | グロース     | 精密機器業           | 2001年3月26日  |                         |
| ダブルクリック | 4841   | スタンダード | 情報・通信業         | 2001年4月25日  | 2010年3月24日上場廃止2  |
| トライアイズ | 4840   | グロース     | 情報・通信業         | 2001年4月25日  |                         |
| USEN | 4842   | スタンダード | 情報・通信業         | 2001年4月25日  |                         |
| くらコーポレーション | 2695   | スタンダード | 小売業               | 2001年5月29日  | 2005年12月9日上場廃止1  |
| フュージョンパートナー | 4845   | グロース     | 情報・通信業         | 2001年5月31日  |                         |
| クリエイションカード情報システム | 2677   | スタンダード | 卸売業               | 2001年6月15日  | 2002年12月25日上場廃止2 |
| エン・ジャパン | 4849   | スタンダード | 情報・通信業         | 2001年6月15日  |                         |
| ギャガ・コミュニケーションズ | 4280   | スタンダード | 情報・通信業         | 2001年6月29日  | 2006年10月11日上場廃止2 |
| デジタル・アドバタイジング・コンソーシアム | 4281   | スタンダード | 情報・通信業         | 2001年7月5日   |                         |
| santec | 6777   | スタンダード | 電気機器業           | 2001年7月24日  |                         |
| フードエックス・グローブ | 2701   | グロース     | 小売業               | 2001年7月25日  | 2004年1月20日上場廃止2  |
| プレステージ・インターナショナル | 4290   | グロース     | 情報・通信業         | 2001年7月25日  |                         |
| ビジネストラスト | 4289   | スタンダード | 情報・通信業         | 2001年8月2日   |                         |
| ソフトバンク・フロンティア証券 | 8629   | スタンダード | 証券、商品先物取引業 | 2001年8月10日  | 2004年1月27日上場廃止2  |
| (株)ゼンテック・テクノロジー・ジャパン | 4296   | スタンダード | 情報・通信業         | 2001年8月31日  | 2009年9月1日上場廃止3   |
| オープンインタフェース | 4302   | グロース     | 情報・通信業         | 2001年9月13日  | 2009年9月1日上場廃止3   |
| アイ・エム・ジェイ | 4305   | グロース     | 情報・通信業         | 2001年9月18日  |                         |
| CSKコミュニケーションズ | 4303   | スタンダード | 情報・通信業         | 2001年9月18日  | 2003年1月28日上場廃止2  |
| Eストアー | 4304   | スタンダード | 情報・通信業         | 2001年9月19日  |                         |
| シーエスロジネット | 2710   | スタンダード | 卸売業               | 2001年9月19日  |                         |
| アミューズ | 4301   | スタンダード | サービス業           | 2001年9月20日  | 2005年5月20日上場廃止1  |
| フューチャーベンチャーキャピタル | 8462   | スタンダード | その他金融業         | 2001年10月10日 |                         |
| スターバックスコーヒージャパン | 2712   | スタンダード | 小売業               | 2001年10月10日 |                         |
| イーシステム | 4322   | スタンダード | 情報・通信業         | 2001年10月31日 | 2010年4月27日上場廃止2  |
| プライム・リンク | 2720   | スタンダード | 小売業               | 2001年11月22日 | 2007年1月5日上場廃止2   |
| 日本エス・エイチ・エル | 4327   | グロース     | 情報・通信業         | 2001年12月10日 |                         |
| フォーバルクリエーティブ | 2724   | グロース     | 卸売業               | 2001年12月10日 |                         |
| セラーテムテクノロジー | 4330   | スタンダード | 情報・通信業         | 2001年12月11日 |                         |
| テイクアンドギヴ・ニーズ | 4331   | グロース     | サービス業           | 2001年12月12日 | 2004年10月15日上場廃止1 |
| アイ・ティー・エックス | 2725   | スタンダード | 卸売業               | 2001年12月14日 | 2011年3月16日上場廃止2  |
| ダヴィンチ・ホールディングス | 4314   | スタンダード | サービス業           | 2001年12月18日 |                         |
| パソナ | 4332   | スタンダード | サービス業           | 2001年12月18日 | 2007年11月27日上場廃止2 |
| ユークス | 4334   | スタンダード | 情報・通信業         | 2001年12月21日 |                         |
| Notes 1）申請による上場廃止 2）完全子会社化、または営業活動の停止 3) 債務超過の状態となった場合において,当該上場会社の発行する株券の日々の最終価格にその日の1単位の株式の数を乗じて得た額の月間平均が10,000円未満となったため 4) 浮動株時価総額が30日間連続して3億円未満である場合において,6か月の間に5日間連続して3億円以上とならなかったため。 |        |              |                      |                |                         |

### 2002年上場
| 社名 | コード | 基準         | 業種         | 上場日         | 注釈                   |
| --- | ------ | ------------ | ------------ | -------------- | ---------------------- |
| ビーマップ | 4316   | グロース     | 情報・通信業 | 2002年1月30日  |                        |
| スパイア | 4309   | スタンダード | 情報・通信業 | 2002年2月14日  |                        |
| ケネディ・ウィルソン・ジャパン | 4321   | スタンダード | サービス業   | 2002年2月19日  | 2005年5月16日上場廃止1 |
| 三光ソフランホールディングス | 1729   | グロース     | 建設業       | 2002年2月20日  | 2009年5月28日上場廃止2 |
| ブロードメディア | 4347   | スタンダード | 情報・通信業 | 2002年3月8日   |                        |
| ジグノシステムジャパン | 4300   | スタンダード | 情報・通信業 | 2002年3月13日  | 2008年8月31日上場廃止2 |
| メディカルシステムネットワーク | 4350   | グロース     | 小売業       | 2002年3月18日  | 2008年11月8日上場廃止1 |
| アイ・エックス・アイ | 4313   | グロース     | 情報・通信業 | 2002年3月19日  | 2006年2月12日上場廃止1 |
| ロングライフホールディング | 4355   | スタンダード | 情報・通信業 | 2002年4月10日  |                        |
| アドバンスクリエイト | 8789   | スタンダード | 保険業       | 2002年4月23日  |                        |
| ラ・パルレ | 4357   | スタンダード | 情報・通信業 | 2002年5月1日   |                        |
| ドーン | 2303   | スタンダード | 情報・通信業 | 2002年6月12日  |                        |
| ソフトフロント | 2321   | グロース     | 情報・通信業 | 2002年9月10日  |                        |
| ビービーネット | 2318   | スタンダード | 情報・通信業 | 2002年9月10日  |                        |
| デジタルアーツ | 2326   | グロース     | 情報・通信業 | 2002年9月19日  |                        |
| fonfun | 2323   | スタンダード | 情報・通信業 | 2002年9月19日  |                        |
| アセット・マネジャーズ・ホールディングス | 2337   | スタンダード | 情報・通信業 | 2002年11月8日  |                        |
| フジオフードシステム | 2752   | スタンダード | 小売業       | 2002年12月17日 |                        |
| Notes 1）申請による上場廃止 2）株式の全部取得、完全子会社化、または営業活動の停止 3）債務超過の状態となった場合において,当該上場会社の発行する株券の日々の最終価格にその日の1単位の株式の数を乗じて得た額の月間平均が10,000円未満となったため 4）浮動株時価総額が30日間連続して3億円未満である場合において,6か月の間に5日間連続して3億円以上とならなかったため。 |        |              |              |                |                        |

### 2003年上場
4月1日、新市場部銘柄（SEED及びカーディナル）がヘラクレス・グロース銘柄として継承。
なお、継承された銘柄は、当初よりヘラクレスに上場していたものとして扱われる。
| 社名                     | コード | 基準         | 業種         | 上場日           | 注釈                                        |
| ------------------------ | ------ | ------------ | ------------ | ---------------- | ------------------------------------------- |
| オックスホールディングス | 2350   | スタンダード | 情報・通信業 | 2003年1月28日    | 有報の提出遅延により、2009年3月6日上場廃止  |
| SEED                     | 1739   | グロース     | 建設業       | (1999年12月17日) |                                             |
| カーディナル             | 7855   | グロース     | その他製品   | (2000年8月22日)  |                                             |
| ジョルダン               | 3710   | グロース     | 情報・通信業 | 2003年4月16日    |                                             |
| 夢真ホールディングス     | 2362   | スタンダード | 情報・通信業 | 2003年9月18日    |                                             |
| ファイナンス・オール     | 8437   | スタンダード | その他金融業 | 2003年9月19日    | 親会社と合併のため、2006年2月23日上場廃止   |
| ケア21                   | 2373   | グロース     | 情報・通信業 | 2003年10月16日   |                                             |
| サイネックス             | 2376   | スタンダード | 情報・通信業 | 2003年11月7日    |                                             |
| サイバーファーム         | 2377   | スタンダード | 情報・通信業 | 2003年11月25日   | 破産手続の決定により、2009年2月17日上場廃止 |

### 2004年上場
| 社名                     | コード | 基準         | 業種                | 上場日         | 注釈 |
| ------------------------ | ------ | ------------ | ------------------- | -------------- | --- |
| ウェッジホールディングス | 2388   | グロース     | 情報・通信業        | 2004年1月28日  | |
| SBI証券                  | 8696   | スタンダード | 証券,商品先物取引業 | 2004年2月2日   | 完全子会社化のため、2006年2月23日上場廃止                                                                         |
| イーウェーヴ             | 3732   | グロース     | 情報・通信業        | 2004年2月19日  | |
| ソフトウェア・サービス   | 3733   | スタンダード | 情報・通信業        | 2004年2月20日  | |
| 大阪証券取引所           | 8697   | スタンダード | その他金融業        | 2004年4月1日   | |
| レカム                   | 3323   | スタンダード | 卸売業              | 2004年5月26日  | 持株会社制移行に伴い、2008年10月1日付でレカムホールディングスに改称。2013年6月1日付で合併により再びレカムに改称。 |
| イーネット・ジャパン     | 3334   | グロース     | 小売業              | 2004年8月23日  | ノジマと合併のため、2008年9月25日上場廃止                                                                         |
| 三星食品                 | 2227   | スタンダード | 食料品              | 2004年9月29日  | 全部取得のため、2007年10月28日上場廃止                                                                            |
| キャリアデザインセンター | 2410   | グロース     | サービス            | 2004年10月1日  | 2006年09月東証二部上場、ヘラクレス廃止申請のため、2007年3月15日上場廃止                                           |
| SBIベリトランス          | 3749   | グロース     | 情報・通信業        | 2004年10月5日  | |
| 澤田ホールディングス     | 8699   | スタンダード | 証券,商品先物取引業 | 2004年10月13日 | |
| CHINTAI                  | 2420   | スタンダード | 情報・通信業        | 2004年11月15日 | |
| ケアサービス             | 2425   | グロース     | 情報・通信業        | 2004年11月26日 | |
| スターホールディングス   | 8702   | スタンダード | 証券,商品先物取引業 | 2004年12月1日  | |
| アエリア                 | 3758   | スタンダード | 情報・通信業        | 2004年12月15日 | |
| ワールド・ロジ           | 9378   | スタンダード | 倉庫・運輸業        | 2004年12月17日 | |
| ケイブ                   | 3760   | グロース     | 情報・通信業        | 2004年12月24日 | |
| ミホウジャパン           | 2880   | グロース     | 食料品業            | 2004年12月28日 | 純資産の額、利益の額、上場時価総額が上場維持の基準をみたせず、2008年11月1日上場廃止                               |

### 2005年上場
| 社名                                     | コード | 基準         | 業種                | 上場日         | 注釈                                                   |
| ---------------------------------------- | ------ | ------------ | ------------------- | -------------- | ------------------------------------------------------ |
| メディシノバ・インク                     | 4875   | スタンダード | 医薬品業            | 2005年2月8日   |                                                        |
| デジタルスケープ                         | 2430   | グロース     | 情報・通信業        | 2005年2月10日  |                                                        |
| ロジコム                                 | 8938   | グロース     | 不動産業            | 2005年3月3日   |                                                        |
| ガンホー・オンライン・エンターテイメント | 3765   | グロース     | 情報・通信業        | 2005年3月9日   |                                                        |
| リスクモンスター                         | 3768   | グロース     | 情報・通信業        | 2005年3月23日  |                                                        |
| シンワアートオークション                 | 2437   | スタンダード | 情報・通信業        | 2005年4月5日   |                                                        |
| アライヴ コミュニティ                    | 1400   | グロース     | 建設業              | 2005年4月6日   |                                                        |
| トレイダーズホールディングス             | 8704   | スタンダード | 証券,商品先物取引業 | 2005年4月7日   |                                                        |
| ソフトクリエイト                         | 3371   | スタンダード | 卸売業              | 2005年4月20日  |                                                        |
| 日本通信                                 | 9424   | グロース     | 情報・通信業        | 2005年4月21日  |                                                        |
| ぐるなび                                 | 2440   | スタンダード | 情報・通信業        | 2005年4月25日  | 2008年12月 東証1部へ鞍替えのためヘラクレス上場廃止申請 |
| セレブリックス・ホールディングス         | 2444   | グロース     | 情報・通信業        | 2005年5月20日  |                                                        |
| ゼンケンホールディングス                 | 2446   | スタンダード | 情報・通信業        | 2005年6月8日   |                                                        |
| ユビテック                               | 6662   | スタンダード | 電気機器業          | 2005年6月14日  |                                                        |
| イーコンテクスト                         | 2448   | グロース     | 情報・通信業        | 2005年6月23日  |                                                        |
| オンリー                                 | 3376   | スタンダード | 小売業              | 2005年7月8日   |                                                        |
| マルマン                                 | 7834   | スタンダード | その他製品          | 2005年7月21日  |                                                        |
| ブロードバンドタワー                     | 3776   | グロース     | 情報・通信業        | 2005年8月3日   |                                                        |
| オプテックス・エフエー                   | 6661   | スタンダード | 電気機器業          | 2005年8月31日  |                                                        |
| ターボリナックス                         | 3777   | グロース     | 情報・通信業        | 2005年9月15日  |                                                        |
| ソディックハイテック                     | 6160   | スタンダード | 機械業              | 2005年12月28日 |                                                        |

### 2006年上場
| 社名                               | コード | 基準         | 業種                | 上場日         | 注釈                                   |
| ---------------------------------- | ------ | ------------ | ------------------- | -------------- | -------------------------------------- |
| エスプール                         | 2471   | スタンダード | 情報・通信業        | 2006年2月10日  |                                        |
| インヴァスト証券                   | 8709   | スタンダード | 証券,商品先物取引業 | 2006年3月6日   |                                        |
| ハブ                               | 3030   | グロース     | 小売業              | 2006年4月3日   |                                        |
| ジェイテック                       | 2479   | グロース     | 情報・通信業        | 2006年4月4日   |                                        |
| クラスターテクノロジー             | 4240   | グロース     | 化学業              | 2006年4月12日  |                                        |
| イメージ情報開発                   | 3803   | グロース     | 情報・通信業        | 2006年4月21日  |                                        |
| クオール                           | 3034   | スタンダード | 小売業              | 2006年4月21日  |                                        |
| システム ディ                      | 3804   | スタンダード | 情報・通信業        | 2006年4月27日  |                                        |
| 翻訳センター                       | 2483   | スタンダード | 情報・通信業        | 2006年4月28日  |                                        |
| SBIフューチャーズ                  | 8735   | グロース     | 証券,商品先物取引業 | 2006年5月31日  |                                        |
| スタイライフ                       | 3037   | グロース     | 小売業              | 2006年6月2日   |                                        |
| 夢の街創造委員会                   | 2484   | グロース     | 情報・通信業        | 2006年6月5日   |                                        |
| フィスコ                           | 3807   | グロース     | 情報・通信業        | 2006年6月8日   |                                        |
| ラ・アトレ                         | 8885   | グロース     | 不動産業            | 2006年6月12日  |                                        |
| フリーワーク                       | 2486   | スタンダード | 情報・通信業        | 2006年6月15日  |                                        |
| モジュレ                           | 3043   | グロース     | 卸売業              | 2006年6月20日  |                                        |
| アミタ                             | 2490   | グロース     | 情報・通信業        | 2006年6月23日  | 持株会社化に伴い2009年12月28日上場廃止 |
| セキュアヴェイル                   | 3042   | グロース     | 卸売業              | 2006年6月26日  |                                        |
| バリオセキュア・ネットワークス     | 3809   | グロース     | 情報・通信業        | 2006年6月29日  |                                        |
| サムシングホールディングス         | 1408   | グロース     | 建設業              | 2006年6月29日  |                                        |
| ライフステージ                     | 8991   | スタンダード | 不動産業            | 2006年7月5日   |                                        |
| パワーアップ                       | 3044   | スタンダード | 小売業              | 2006年7月13日  |                                        |
| ビットアイル                       | 3811   | スタンダード | 情報・通信業        | 2006年7月19日  |                                        |
| ジェイアイエヌ                     | 3046   | スタンダード | 小売業              | 2006年8月8日   |                                        |
| イーサポートリンク                 | 2493   | スタンダード | 情報・通信業        | 2006年8月10日  |                                        |
| ゴメス・コンサルティング           | 3813   | グロース     | 情報・通信業        | 2006年8月16日  |                                        |
| アルファクス・フード・システム     | 3814   | グロース     | 情報・通信業        | 2006年9月15日  |                                        |
| スター・マイカ                     | 3230   | スタンダード | 不動産業            | 2006年10月2日  |                                        |
| ジェーピーエヌ債権回収             | 8774   | スタンダード | その他金融業        | 2006年10月24日 | 持株会社化に伴い2009年1月27日上場廃止  |
| アイレップ                         | 2132   | グロース     | 情報・通信業        | 2006年11月16日 |                                        |
| 燦キャピタルマネージメント         | 2134   | スタンダード | 情報・通信業        | 2006年12月7日  |                                        |
| アドバンテッジ リスク マネジメント | 8769   | グロース     | 保険業              | 2006年12月13日 |                                        |
| T&Cホールディングス                | 3832   | グロース     | 情報・通信業        | 2006年12月25日 |                                        |
| eBASE                              | 3835   | グロース     | 情報・通信業        | 2006年12月26日 |                                        |

### 2007年上場
| 社名                         | コード | 基準         | 業種                | 上場日         | 注釈                                                                     |
| ---------------------------- | ------ | ------------ | ------------------- | -------------- | ------------------------------------------------------------------------ |
| アスラポート・ダイニング     | 3069   | スタンダード | 小売業              | 2007年1月12日  |                                                                          |
| アマガサ                     | 3070   | グロース     | 卸売業              | 2007年2月7日   |                                                                          |
| ディーバ                     | 3836   | グロース     | 情報・通信業        | 2007年2月8日   |                                                                          |
| ウェブドゥジャパン           | 2138   | グロース     | 情報・通信業        | 2007年2月14日  |                                                                          |
| FCM                          | 5758   | スタンダード | 非鉄金属業          | 2007年2月28日  |                                                                          |
| 免疫生物研究所               | 4570   | グロース     | 医薬品業            | 2007年3月2日   |                                                                          |
| ダイヤモンドダイニング       | 3073   | グロース     | 小売業              | 2007年3月6日   |                                                                          |
| ODKソリューションズ          | 3839   | スタンダード | 情報・通信業        | 2007年3月8日   |                                                                          |
| ネクストジェン               | 3842   | グロース     | 情報・通信業        | 2007年3月14日  |                                                                          |
| アイフリーク                 | 3845   | グロース     | 情報・通信業        | 2007年3月19日  |                                                                          |
| やまねメディカル             | 2144   | グロース     | 情報・通信業        | 2007年3月19日  |                                                                          |
| ジェーソン                   | 3080   | スタンダード | 小売業              | 2007年4月26日  |                                                                          |
| 幼児活動研究会               | 2152   | グロース     | 情報・通信業        | 2007年5月28日  |                                                                          |
| マネーパートナーズ           | 8732   | スタンダード | 証券,商品先物取引業 | 2007年6月21日  |                                                                          |
| アイル                       | 3854   | グロース     | 情報・通信業        | 2007年6月29日  |                                                                          |
| きちり                       | 3082   | グロース     | 小売業              | 2007年7月6日   |                                                                          |
| サムティ                     | 3244   | スタンダード | 不動産業            | 2007年7月31日  |                                                                          |
| トリケミカル研究所           | 4369   | スタンダード | 化学業              | 2007年8月3日   |                                                                          |
| シーズメン                   | 3083   | スタンダード | 小売業              | 2007年8月7日   |                                                                          |
| ラック                       | 3857   | スタンダード | 情報・通信業        | 2007年10月1日  | ラックホールディングスより商号変更                                       |
| テクノアルファ               | 3089   | グロース     | 卸売業              | 2007年10月10日 |                                                                          |
| ミネルヴァ・ホールディングス | 3090   | グロース     | 小売業              | 2007年10月19日 |                                                                          |
| マネースクウェア・ジャパン   | 8728   | スタンダード | 証券,商品先物取引業 | 2007年10月25日 |                                                                          |
| 地域新聞社                   | 2164   | グロース     | 情報・通信業        | 2007年10月31日 |                                                                          |
| シナジーマーケティング       | 3859   | グロース     | 情報・通信業        | 2007年11月20日 |                                                                          |
| パソナグループ               | 2168   | スタンダード | 情報・通信業        | 2007年12月3日  | 2008年10月29日東証との重複上場の管理軽減のため、ヘラクレスを上場廃止申請 |
| CDS                          | 2169   | スタンダード | 情報・通信業        | 2007年12月18日 |                                                                          |

### 2008年上場
| 社名                       | コード | 基準         | 業種         | 上場日         | 注釈 |
| -------------------------- | ------ | ------------ | ------------ | -------------- | ---- |
| 博展                       | 2173   | グロース     | 情報・通信業 | 2008年2月29日  |      |
| テックファーム             | 3625   | グロース     | 情報・通信業 | 2008年3月27日  |      |
| アールテック・ウエノ       | 4673   | スタンダード | 医薬品       | 2008年4月9日   |      |
| イデアインターナショナル   | 3140   | グロース     | 卸売業       | 2008年7月28日  |      |
| ベンチャーリパブリック     | 2177   | グロース     | サービス業   | 2008年8月7日   |      |
| サニーサイドアップ         | 2180   | グロース     | サービス業   | 2008年9月5日   |      |
| メディサイエンスプラニング | 2182   | スタンダード | サービス業   | 2008年10月7日  |      |
| ショーエイコーポレーション | 9385   | グロース     | 倉庫・運輸   | 2008年12月16日 |      |
| リックコーポレーション     | 3147   | スタンダード | 小売         | 2008年12月17日 |      |

### 2009年上場
| 社名                | コード | 基準         | 業種         | 上場日        | 注釈                                         |
| ------------------- | ------ | ------------ | ------------ | ------------- | -------------------------------------------- |
| JPNホールディングス | 8718   | スタンダード | その他金融業 | 2009年2月2日  | ジェーピーエヌ債権回収の持株会社化に伴う上場 |
| JCLバイオアッセイ   | 2190   | スタンダード | サービス業   | 2009年3月17日 |                                              |

### 2010年上場
| 社名                   | コード | 基準     | 業種       | 上場日       | 注釈                         |
| ---------------------- | ------ | -------- | ---------- | ------------ | ---------------------------- |
| アミタホールディングス | 2195   | グロース | サービス業 | 2010年1月4日 | アミタの持株会社化に伴う上場 |